# Поляков, Мартин
Сэр Мартин Поляков (или Полякофф) (англ. Martyn Poliakoff; род. 1947) — британский учёный-химик, член (и вице-президент) Лондонского королевского общества, профессор химии в Ноттингемском университете, почётный профессор Московского университета (1999), иностранный член Российской академии наук. Специализируется в таких областях, как сверхкритические флюидные технологии, инфракрасная спектроскопия, фотохимия, лазерная химия и экологическая химия.

## Биография
Родился 16 декабря 1947 года в еврейской семье. Сын изобретателя и президента компании Multitone Electronics Александра Полякова (1910—1996), внук радиоинженера и изобретателя первых слуховых аппаратов Иосифа Полякова. Мать — Айна Сэмюэл (англ. Ina Miriam Samuel (Montagu), 1913—1992) — происходила из британского еврейского аристократического семейства, внучка Сэмюэла Монтагю, 1-го барона Суэйтлинг. Родители поженились в 1937 году. Брат Стивена Полякова.
Обучался в Вестминстерской школе (англ. Westminster School), а затем — в Королевском колледже Кембриджа, получив степень бакалавра в 1969 году и степень доктора в 1973 году. Во время обучения в Кембридже Поляков был дружен с Тони Джадтом, ставшим впоследствии известным историком и писателем.
С 1972 года Поляков работал в Ньюкаслском университете (в Ньюкасл-апон-Тайне), а с 1979 года — в Ноттингемском университете, став здесь профессором в 1991 году.
Мартин Полякофф известен как участник научно-популярного проекта The Periodic Table of Videos производства Брэди Харана (англ. Brady Haran), предназначенного для ознакомления публики со всеми 118 элементами периодической таблицы.
Полякофф женат и имеет двоих детей — Эллен Полякофф и Саймон Полякофф. Сёстры — Люсинда Джейн Полякофф (Lucinda Jane Poliakoff, род. 1957), хирург, и Миранда Энн Полякофф (англ. Miranda Ann Poliakoff, род. 1959), искусствовед, директор South Eastern Museums Service (с 1994 года).

## Научная и просветительская деятельность
Поляков — один из ведущих мировых ученых в области зеленой химии. Активно исследует возможность отказа от классических органических растворителей в пользу сверхкритического диоксида углерода. Продвигает применение сверхкритических растворителей в промышленности, что помогает снизить вред, наносимый здоровью и окружающей среде.

### Популяризация науки
Поляков — основной рассказчик в серии из более чем 600 коротких видеороликов в рамках проекта по популяризации науки «Периодическая система видео» (англ. The Periodic Table of Videos), созданного Брэйди Хараном и первоначально задуманном как знакомство со всеми 112 элементами Периодической системы. С тех пор проект расширился и охватывает не только элементы, но и другие важные химические вопросы. Некоторые из этих видеороликов Поляков лично продемонстрировал на церемонии внесения новых элементов в Периодическую систему в Центральном доме ученых Российской академии наук в Москве в 2017 году.

### Награды и премии
Поляков был награждён медалью Мелоды (англ. Meldola Medal and Prize) и премией Королевского химического общества в 1976 году. Он был избран членом Лондонского Королевского общества и Королевского химического общества в 2002 году, а также членом Института FIChemE в 2004 году. С 2008 года является кавалером Ордена британской империи, удостоен титула рыцаря-бакалавра в 2015 году.. Лауреат премии Нихольма в области образования в 2011 году.
В 2012 году Поляков был избран членом Европейской академии наук, а в 2013 — ассоциированным членом Всемирной академии наук (TWAS). С 2014 года — ассоциированный член Эфиопской академии наук. За работу по применению сверхкритических флюидов и развитие европейской и мировой научной политики в 2016 году Поляков был удостоен премии лорда Льюиса.
За работу над проектом «Периодическая система видео» (англ. The Periodic Table of Videos) в 2019 году награждён премией Майкла Фарадея «За научную коммуникацию». Также был награждён премией Лонгстаффа «За выдающийся вклад в зелёную химию, а также за центральное участие в создании видеороликов о Периодической системе Менделеева» в 2019 году.
В 2021 году именем Мартина Полякова назван трамвай в трамвайной сети Ноттингема.

## Интересные факты
На 64-й день рождения студенты подарили Мартину Полякову «Периодическую систему кексов», набор кексов в соответствии с элементами Периодической системы, который был впервые изобретен и выпечен Идой Фройнд, австрийским химиком, первой женщиной-преподавателем в истории университетов Великобритании.